# هارولد ميرفي
هارولد ميرفي (بالإنجليزية: Harold Murphy)‏ هو سياسي أمريكي، ولد في 1 أبريل 1938، وتوفي في 5 يناير 2015. انتخب عضو مجلس نواب إلينوي.